# Monuments, musées, sites historiques
Momus (Monuments, musées, sites historiques) est une association française régie par la loi de 1901 et créée en 1993. 
Placée sous l’invocation du dieu grec de la critique et de l’ironie, elle œuvre dans les domaines des monuments, des musées et des sites.

## Son but
Elle regroupe des spécialistes du patrimoine (architectes, experts en art ancien, restaurateurs, etc.), des juristes, des journalistes, des amateurs… Son but est double : Alerter l’opinion sur le fait que le patrimoine n’est pas assez protégé en France malgré l’existence d’une importante législation et d’une réglementation contraignante, voire tatillonne, et contrairement aux apparences (grandes opérations de restauration très médiatisées) ; rechercher les causes profondes de cette situation et proposer des moyens d’y remédier. 
Avec humour, mais aussi avec des formules satirique français[Quoi ?], l’association délivre des « Prix d’Honneur » pour les meilleures [Quoi ?] respectueuses en faveur du patrimoine, et des « prix d’horreur » pour les actions dommageables subies par le patrimoine ou à travers les actions des divers acteurs.
L’association agit en justice en contestant par exemple les permis de construire illégalement délivrés, et en apportant un soutien en justice aux amoureux du patrimoine injustement contrariés dans leurs efforts. 
Cette association s’efforce de faire connaître au public, à travers les médias nationaux, les situations qu’elle juge anormales et les problèmes les plus typiques dont elle a eu connaissance.

## Édition
- L’Association publie depuis 1994 un bulletin intitulé MOMUS.